# سینت جورج (ویرجینیای غربی)
سینت جورج (به انگلیسی: St. George) یک منطقهٔ مسکونی در ایالات متحده آمریکا است که در شهرستان توکر، ویرجینیای غربی واقع شده‌است. سینت جورج ۴۷۶٫۱ متر بالاتر از سطح دریا واقع شده‌است.